# Nikolaj Nagy
Nikolaj Nagy (rusínsky Николай Нодь, Nykolaj Noď, ukrajinsky Микола Нодь, Mykola Noď, 1819 Nyírvasvári – 11. červen 1862 Vídeň) byl rusínský spisovatel, sbormistr, učitel, folklorista, buditel a řeckokatolický kněz. Nikolaj byl jeden z rusínských folkloristů a buditelů sídlící ve Vídni, kde byl farářem v řeckokatolickém kostele sv. Barbory a následně také rektorem na Barbareu.

## Život
Nikolaj se narodil v roce 1819 v obci Nyírvasvári v rusínské abovské enklávě na dnešním severovýchodě Maďarska, nedaleko hranic s Ukrajinou. Studoval na řeckokatolickém semináři v Užhorodě, kde jeho učitelem hudby a sborového zpěvu byl Konstantin Matezonský. Na kněze byl vysvěcen v roce 1843 a stal se farářem v Marmarošské Sihoti. V Sihoti nechal zřídit církevní sbor a rusínskou školu. Poté byl přeložen do Užhorodu, kde vyučoval na řeckokatolickém  semináři.
V roce 1849 se stal farářem v řeckokatolickém kostele sv. Barbory ve Vídni. Zde se stal i rektorem na Barbareu. Jeho zdraví se zhoršilo po konci maďarské revoluce, po ní byl církevním cenzorem prohlášen za rusofila, což vedlo k jeho izolaci a předčasné smrti. Nikolaj Noď zemřel 11. června 1862 ve Vídni.

## Dílo
Nikolaj Nagy byl sběratelem folkóru a v roce 1851 sestavil sborník rusínských písní Ruský Slavík a také sborník pro děti Památka z pouti pro hodné děti. Také spolčně s Alexanderem Duchnovičem tiskl ve Vídni časopis Zpravodaj. Do Zpravodaje a každoročních almanachů Pozdrav od Rusínů psal články. Byl členem Literárního spolku Prešovského. Nikolaj také tvořil písně, kde si bral inspiraci od lidových písní. Mezi jeho nejznámější písně patří Máj, Kdo tam klepe, Při bříze, Studená rosa, Stojící ulán.
Nikolaj Nagy psal rusínsky, především jeho rodným rusínským dialektem, ale některá důležitější díla jsou psány do stylu ruštiny či církevní slovanštiny.